# Gustave Wuyts
Gustavus Adolphus Maria Wuyts (ur. 29 maja 1897 w Deurne, zm. 13 stycznia 1979 w Sint-Job-in-’t-Goor) – belgijski lekkoatleta specjalizujący się w pchnięciu kulą.
Wuyts reprezentował Belgię na Letnich Igrzyskach Olimpijskich 1920 w Antwerpii. Startował  konkurencji pchnięcia kulą. Z wynikiem 11,045 m zajął 18. miejsce w eliminacjach i nie awansował do finału. Był również zgłoszony do konkursu rzutu dyskiem, ale w nim nie wystąpił.
Był zawodnikiem klubu K. Tubantia F.C..
Jego młodszy brat Desiré (z którym często jest mylony) startował na igrzyskach olimpijskich w 1920 w przeciąganiu liny, zdobywając brązowy medal.